# Empoasca kantipurensis
Empoasca kantipurensis är en insektsart som beskrevs av Thapa 1985. Empoasca kantipurensis ingår i släktet Empoasca och familjen dvärgstritar. Inga underarter finns listade i Catalogue of Life.